# Evidence as to Man's Place in Nature

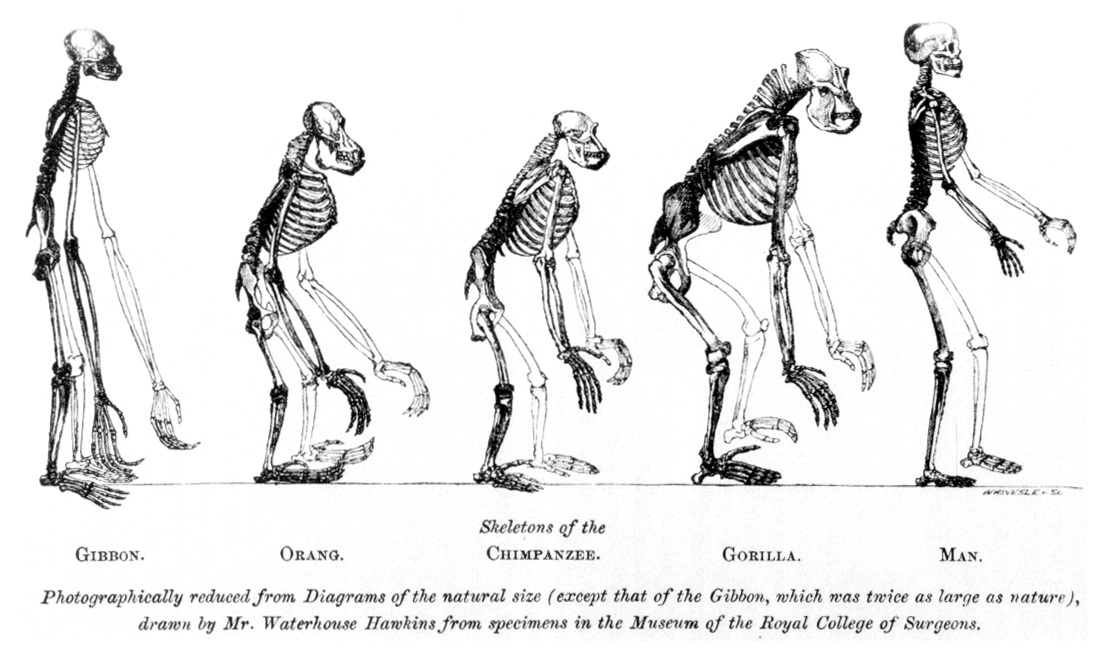
Esta ilustração foi o frontispício. Huxley aplicou as ideias de Darwin aos humanos, utilizando anatomia comparativa para mostrar que humanos e macacos tinham um ancestral comum, o que desafiava a ideia teologicamente importante de que os humanos ocupavam um lugar único no universo. O desenho, assim como A Marcha do Progresso um século depois, é organizado para apoiar a ideia hoje desacreditada de que a evolução é progresso em direção a um objetivo.

Evidence as to Man's Place in Nature, traduzido como Evidências sobre o lugar do Homem na Natureza, é um livro de Thomas Henry Huxley, publicado em 1863, sendo o primeiro a discutir a evolução humana. Surgiu cinco anos após Charles Darwin ter anunciado a sua (e de Alfred Russel Wallace) teoria da evolução por meio de selecção natural, quatro anos após Darwin ter publicado The Origin of Species e oito anos antes da publicação de The Descent of Man, and Selection in relation to Sex (1871), também por Darwin.

## Ligação externa
- Evidence as to Man's Place in Nature no Projeto Gutenberg
- Evidence as to Man's Place in Nature, 1873 edition at Google Book Search

1. ↑  Bowler, Peter (2005). Making modern science : a historical survey. Chicago: University of Chicago Press. pp. 154–155. ISBN 978-0-226-06861-9. OCLC 56333962
2. ↑  Tucker, Jennifer (Outubro 28, 2012). «What our most famous evolutionary cartoon gets wrong». The Boston Globe